# Lounsburyia affinis
Lounsburyia affinis är en stekelart som beskrevs av Compere och Annecke 1961. Lounsburyia affinis ingår i släktet Lounsburyia och familjen växtlussteklar.
Artens utbredningsområde är Tanzania. Inga underarter finns listade i Catalogue of Life.